# Al Barrow
Al Barrow (Londra, 3 dicembre 1968) è un illustratore, bassista e cantante britannico noto come compositore di colonne sonore e disegnatore di copertine di album.

## Biografia
Barrow è entrato a far parte dei Magnum nel 2003 dopo essere stato membro degli Hard Rain, un gruppo formato da Bob Catley e Tony Clarkin, mentre l'attività musicale dei Magnum era  stata temporaneamente sospesa, e nel frattempo incise l'album solista Pulse, colonna sonora dell'omonimo film.
Barrow non è soltanto un musicista,ma ha anche un interesse per il design e la fotografia. Con la sua compagnia Generic Designs, ha disegnato copertine di album per i Magnum e per molti altri artisti in tutto il mondo.
Album quali Breath of Life, Brand New Morning, The Visitation, ed Evolution Escape sono stati illustrati da lui. Lasciata la band nel 2009, vi tornò nel 2016, sempre in qualità di bassista e di illustratore.

## Strumentazione
Barrow è endorser ufficiale per Fender, Line 6, e per gli amplificatori Warwick.

## Discografia

### Solista
- 2003 - Pulse
- 2015 - Rise of the Animal

### Con i Magnum
- 2002 - Breath of Life
- 2004 - Brand New Morning
- 2007 - Princess Alice and the Broken Arrow
- 2009 - Into the Valley of the Moonking
- 2018 - Lost on the Road to Eternity

### Collaborazioni
- 1987 - This Time They Told the Truth - ZZ Hill
- 2006 - The Rise And Fall Of Bernie Gripplestone And The Rats From Hull- The Rats
- 1999 - Smack Dub in the Middle - The Biscuit Boys
- 1992 - Holy Rage - Holy Rage
- 2003 - Skin Tag - Beauty Mark
- 2003 - Shiling Monks on the Temple - Raplh Santolla
- 2004 - When Empire Burns - Bob Catley
- 2005 - Wake the Nations - Ken Tampling
- 2007 - Demon Deceiver - Al Atkins
- 2007 - Traveller - Denny Vaughn
- 2008 - Immortal - Bob Catley